# Lalo Schifrin
Lalo Schifrin   (Buenos Aires, 21 de juny de 1932 - Los Angeles, 26 de juny de 2025) fou un pianista, director d'orquestra, compositor, arranjador musical argentí cèlebre, entre d'altres, per les seves músiques de pel·lícules (Bullitt, Harry el Brut, Operació drac) i de sèries (Mission: Impossible, Mannix, Starsky i Hutch, Els herois de Kelly).

## Biografia
Nascut a Buenos Aires l'any 1932, Lalo Schifrin era fill de Luis Schifrin, un violinista professional. Molt jove, estudia el piano amb Enrique Barenboim (pare del pianista Daniel Barenboim) a continuació Andreas Karalis i segueix un curs clàssic a Argentina. Al començament dels anys 1950, segueix la seva formació al Conservatori nacional superior de música i de dansa de París i estudia, entre d'altres, amb Olivier Messiaen i de Charles Koechlin.
A França comença la seva carrera professional com pianista de jazz i arranjador. Grava alguns discos de «música llatina» pels discos Vogue o l'etiqueta d'Eddie Barclay. Finals dels anys 1950, de retorn a Argentina, Schifrin treballa sobretot com a músic de jazz, amb entre d'altres, el seu compatriota Gato Barbieri. És contractat pel trompetista Dizzy Gillespie com a pianista del seu quintet. Schifrin escriu també per Gillespie peces o arranjaments per grans formacions (Gillespiana Suite, The New continent). És el començament de l'èxit.
Schifrin esdevé staff arranger per l'etiqueta Verve Records (arranjaments per Stan Getz, Count Basie, Sarah Vaughan, Jimmy Smith, Luiz Bonfá, Cal Tjader…). Verve pertany a la Metro-Goldwyn-Mayer i Lalo Schifrin esdevé ràpidament compositor per la MGM. A partir d'aquesta data Schifrin, instal·lat a Hollywood, va escriure un nombre impressionant de músiques de pel·lícules o de sèries televisades, tot continuant la seva activitat en el domini del jazz. Schifrin porta en paral·lel una carrera de músic «clàssic» com a director d'orquestra i com compositor (Invocacions, Concert per a contrabaix, Concert per a piano núm. 1 i 2, Pulsations, Résonances…).

## Filmografia

### Anys 1950
- 1958 : El Cap (El Jefe) de Fernando Ayala

### Anys 1960
- 1964 : Els Félins de René Clément
- 1964 : Gone With The Wave - (B.O. del documental de Phil Wilson)
- 1964 : Rhino ! d'Ivan Tors
- 1965 : El Kid de Cincinnati (Cincinnati Kid) de Norman Jewison
- 1965 : Dark Intruder de Jack Laird
- 1965 : The Liquidator de Jack Cardiff
- 1965 : Blindford de Philip Dunne
- 1965 : Once a thief de Ralph Nelson
- 1966 : Way... Way out de Gordon Douglas
- 1966 : Murderer's row de Henry Levin
- 1966 : I Deal in Danger de Walter Grauman
- 1967 : Luke la mà freda (Cool Hand Luke) de Stuart Rosenberg
- 1967 : The Venetian Affair de Frank Rosenfeld
- 1967 : Who's Minding the Mint? de Howard Morris
- 1967 : The President's analyst de Theodore J. Flicker
- 1968 : Bullitt de Peter Yates
- 1968 : Brotherhood de Martin Ritt
- 1968 : D.H. Lawrence's The Fox de Mark Rydell
- 1968 : Coogan's bluff de Don Siegel
- 1968 : Hell in the Pacific de John Boorman
- 1968 : Where angels go, trouble follows de James Neilson
- 1968 : The Rise and Fall of the Third Reich de Jack Kaufman
- 1968 : Sol Madrid de Brian G. Hutton
- 1969 : Che ! de Richard Fleischer
- 1969 : Eye of the Cat de David Lowell Rich

### Anys 1970
- 1970 : De l'or pels desafiïs (Kelly's Heroes) de Brian G. Hutton
- 1970 : Els Proies (The Beguiled) de Don Siegel
- 1970 : Pretty maids all in ha row de Roger Vadim
- 1970 : I Love My Wife de Mel Stuart
- 1970 : WUSA de Stuart Rosenberg
- 1970 : Pussycat, Pussycat, I love you de Rodney Amateau
- 1970 : Imago de Ned Bosnick
- 1971 : THX 1138 de George Lucas
- 1971 : L'Inspector Harry (Dirty Harry) de Don Siegel
- 1971 : Mrs Pollyfax - spy de Leslie Martinson
- 1971 : Hellstrom chronicles de Walon Green
- 1971 : The Christian Licorice Store de James Frawley
- 1972 : Carnage (Preval cut) de Michael Ritchie
- 1972 : La Còlera de Déu (Wrath of God) de Ralph Nelson
- 1972 : Joe Kidd de John Sturges
- 1972 : Welcome Home, Johnny Bristol de George McCowan
- 1972 : Rabia de George C. Scott
- 1973 : Enter the Dragon de Robert Clouse
- 1973 : Magnum Force de Ted Post
- 1973 : The Neptune factor de Daniel Petrie
- 1973 : Charley Varrick de Don Siegel
- 1973 : Bang bang d'Andrea Tonacci
- 1973 : Harry in your pocket) de Bruce Geller
- 1973 : Hit ! de Sidney J. Furry
- 1974 : The Four Musketeers de Richard Lester
- 1974 : Golden needles de Robert Clouse
- 1974 : Man on a swing de Frank Perry
- 1975 : The Master Gunfighter de Frank Laughlin
- 1976 : Sky Riders de Douglas Hickox
- 1976 : St Ives de J. Lee Thompson
- 1976 : Voyage of the Damned de Stuart Rosenberg
- 1976 : Special Delivery de Paul Wendkos
- 1976 : The Eagle has landed de John Sturges
- 1977 : Day of the Animals de William Girdler
- 1977 : Rollercoaster de James Goldstone
- 1977 : Telefon de Don Siegel
- 1978 : Return to the witch montain de John Hough
- 1978 : Nunzio de Paul Williams
- 1978 : The Manitou de William Girdler
- 1978 : The Cat from outer space de Norman Tokar
- 1979 : Escape to Athena de George P. Cosmatos
- 1979 : Boulevard Nights de Michael Pressman
- 1979 : The Amityville horror de Stuart Rosenberg
- 1979 : Love and bullets de Stuart Rosenberg
- 1979 : The Concorde: Airport '79 de David Lowell Rich

### Anys 1980
- 1980 : The nude bomb de Clive Donar
- 1980 : Serial de Bill Persky
- 1980 : Brubaker de Stuart Rosenberg
- 1980 : La fúria de Chicago de Robert Clouse
- 1980 :The competition de Joel Oliansky
- 1980 : When Time Ran Out de James Goldstone
- 1980 : Dangerous Encounters of the First Kind de Tsui Hark
- 1981 : La Pelle de Liliana Cavani
- 1981 : Loophole de John Quested
- 1981 : Los Viernes de la eternidad de Hector Olivera
- 1981 : Buddy Buddy de Billy Wilder
- 1981 : L'Home dels cavernes (Caveman) de Carl Gottlieb
- 1982 : A Stranger is watching de Sean S. Cunningham
- 1982 : La seducció (The Seduction) de David Schmoeller
- 1982 : Class of 1984 de Mark L. Lester
- 1982 : Amityville II: The Possession de Damiano Damiani
- 1982 : Fast-Walking de James B. Harris
- 1983 : Sudden Impact de Clint Eastwood
- 1983 : The Sting II de Jeremy Kagan
- 1983 : Doctor Detroit de Michael Pressman
- 1983 : The Osterman weekend de Sam Peckinpah
- 1984 : Tank de Marvin J. Chomsky
- 1985 : The New Kids de Sean S. Cunningham
- 1985 : Bad Medicine de Harvey Miller
- 1985 : Black Moon rising de Harley Cokeliss
- 1986 : The Ladies Club de Janet Greek
- 1985 : The Mean season de Phillip Borsos
- 1987 : El quart protocol (The Fourth protocol) de John Mackenzie
- 1988 : Berlín Blues de Ricardo Franco
- 1988 : The Dead pool de Buddy Van Horn
- 1989 : Return from the river Kwai d' Andrew V. McLaglen

### Anys 1990
- 1991 : F/X2 : The Deadly Art of Illusion de Richard Franklin
- 1993 : The Beverly Hillbillies (The Beverly Hillbillies) de Penelope Spheeris
- 1995 : Manhattan merengue de Joseph B. Vasquez
- 1996 : Scorpion Spring de Brian Cox
- 1997 : Money Talk de Brett Ratner
- 1998 : Rush Hour de Brett Ratner
- 1998 : Something to believe in de John Hough
- 1998 : Tango de Carlos Saura

### Anys 2000
- 2000 : Longshot de Lionel C. Martin
- 2001 : Rush Hour 2 de Brett Ratner
- 2001 : Kate i Léopold (Kate & Leopold) de James Mangold
- 2003 : Bringing down the house d'Adam Shankman
- 2003 : Cop d'estella (After the sunset) de Brett Ratner
- 2004 : The Bridge of San Luis Rey de Mary McGuckian
- 2006 : Abominable de Ryan Schifrin
- 2007 : Rush Hour 3 de Brett Ratner

### Televisió
Schifrin ha escrit molt per la televisió (sèries i telefilms). La llista següent no és exhaustiva.
- The Man from U.N.C.L.E. (1964)
- The Big Valley (1964)
- Mission: Impossible (1966)
- T.H.E. Cat (1966)
- Mannix (1967)
- The Aquarians (1970)
- Planet of the apes (1974)
- Starsky i Hutch (1975)
- Kung Fu: The movie (1986)
- 1986 : Beverly Hills Madam, de Harvey Hart